# Rezerwat przyrody Srebrne Źródła
Rezerwat przyrody Srebrne Źródła – leśny rezerwat przyrody znajdujący się na terenie powiatu opolskiego, w gminie Chrząstowice, na terenie Obszaru Chronionego Krajobrazu „Lasy Stobrawsko-Turawskie”.
Rezerwat przyrody Srebrne Źródła został utworzony w 2005 roku Rozporządzeniem Nr 0151/P/29/2005 Wojewody Opolskiego z dnia 4 października 2005 r. w sprawie uznania za rezerwat przyrody, w celu zachowania ze względów naukowych i dydaktycznych dobrze wykształconych zbiorowisk leśnych: łęgowych i grądowych oraz obszaru źródliska bezimiennego dopływu rzeki Jemielnica.
Teren rezerwatu posiada długa i zawiłą historię ochrony. Przed II wojną światową chroniony był w ramach prawa niemieckiego, na zasadach odpowiadających współczesnej ochronie rezerwatowej, pod nazwą Silber-Quell. Status rezerwatu krajobrazowego posiadał również po wojnie, do końca lat 50, jednak potem status ten utracił, a rezerwat (tym razem leśny) powołano w tym miejscu ponownie dopiero w 2005 roku.
Rezerwat położony jest na wschód od miejscowości Dębska Kuźnia, zajmując niewielki fragment większego kompleksu leśnego zajmującego teren pomiędzy Jeziorem Turawskim a łąkami w dolinie Chrząstawy.
Roślinność rzeczywistą rezerwatu stanowią 3 zespoły leśne, które tworzą tu drobnopowierzchniowy kompleks mozaikowy. Są to grąd środkowoeuropejski oraz dwa rodzaje łęgu: jesionowo-olszowy i wiązowo-jesionowy. W obrębie obszaru źródliskowego wykształciły się ponadto ziołorośla z panującym lepiężnikiem białym. Jest to gatunek górski, rzadko spotykany na nizinnych terenach Opolszczyzny, gdzie stanowi relikt epoki lodowcowej. Na terenie rezerwatu stwierdzono występowanie 105 gatunków roślin naczyniowych. Wśród nich można odnotować gatunki objęte (w roku powoływania rezerwatu) ochroną ścisłą (kruszczyk szerokolistny, wawrzynek wilczełyko, przylaszczka pospolita) i częściową (kopytnik pospolity, kruszyna pospolita, przytulia wonna, bluszcz pospolity). Aktualnie, wyżej wymienionych gatunków flory od 2014 r. ochroną gatunkową (częściową) objęte są tylko kruszczyk i wawrzynek. Chronione jako siedliska przyrodnicze są jednak zarówno lasy grądowe i łęgowe, jak i ziołorośla, przy czym łęgi jako siedliska priorytetowe. Gatunkiem nie podlegającym ochronie, ale rzadkim na Opolszczyźnie, który można oglądać w rezerwacie jest, poza lepiężnikiem białym, przetacznik górski. Najciekawszym przedstawicielem fauny jest natomiast rzadko spotykana w kraju ważka – szklarnik leśny. Ważka ta wymieniana jest w Polskiej czerwonej księdze zwierząt jako gatunek wysokiego ryzyka, narażony na wyginięcie (kategoria VU).
Okolice Srebrnego Źródła były miejscem wypoczynku lokalnych mieszkańców już w XVIII w. W dni wolne od pracy było to popularne miejsce spotkań, w trakcie których bawiono się tu przy muzyce i strzelano do tarcz w znajdującej się w pobliżu strzelnicy.
Po rezerwacie można się poruszać wytyczonym do ruchu pieszego szlakiem, przebiegającym wzdłuż cieku i prowadzącym w rejon źródliska.
Rezerwat leży wewnątrz rozległego kompleksu leśnego, można więc do niego dojść pieszo lub dojechać rowerem: trasą czarną nr 116 z Dębskiej Kuźni lub trasą żółtą nr 27 (Opole-Częstochowa) od strony z Dańca lub Krzyżowej Doliny.